# Pettit (Oklahoma)
Pour les articles homonymes, voir Pettit.
Pettit est une census-designated place du comté de Cherokee, dans l'État d'Oklahoma, aux États-Unis,. En 2020, elle compte une population de 829 habitants.